# الکساندر کوستوگلود
الکساندر کوستوگلود (روسی: Александр Викторович Костоглод؛ زادهٔ ۳۱ مهٔ ۱۹۷۴) از برندگان مدال‌های بازی‌های المپیک تابستانی و قایقران کانو اهل روسیه است.